# 紫田村

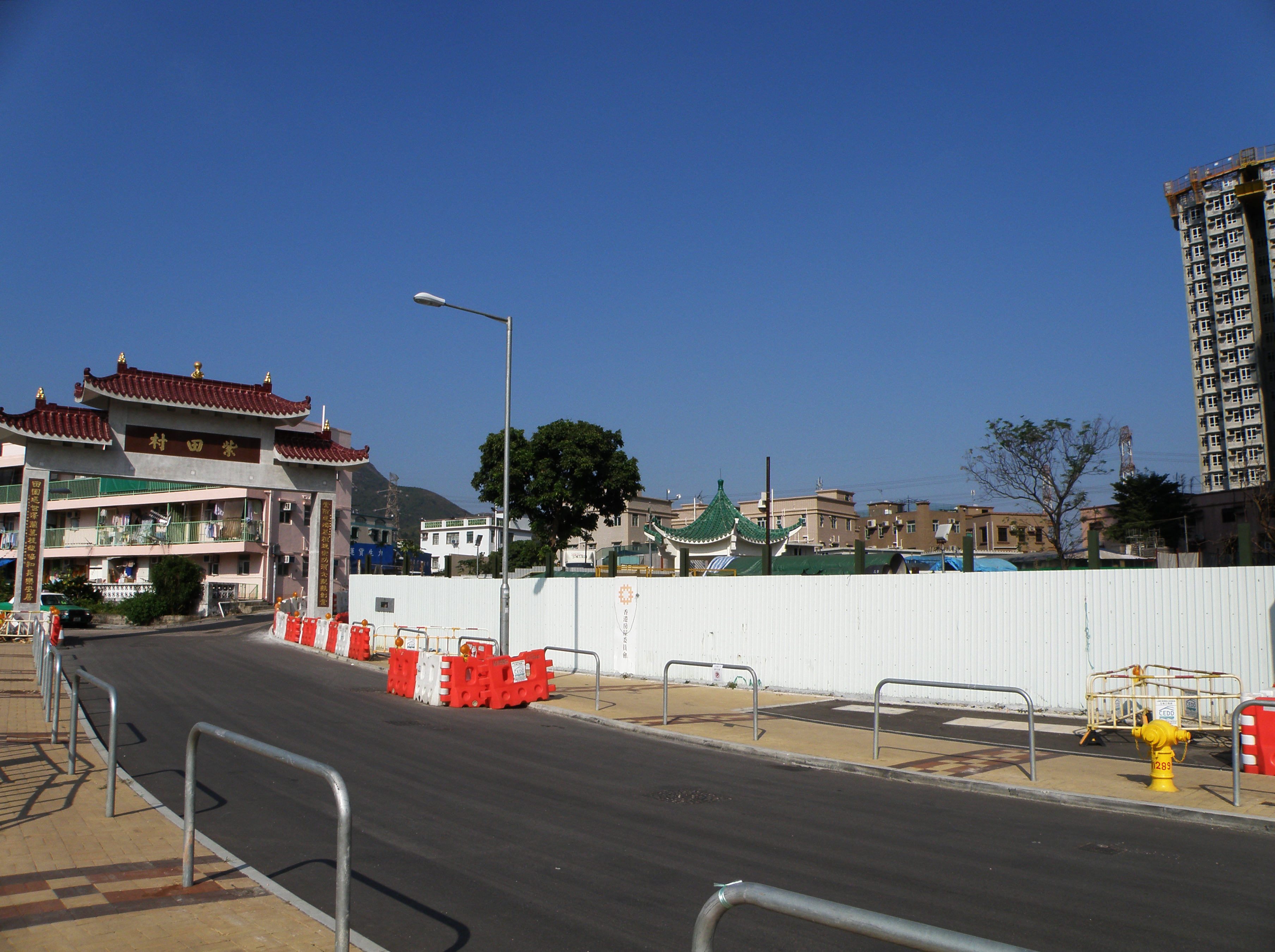
紫田村

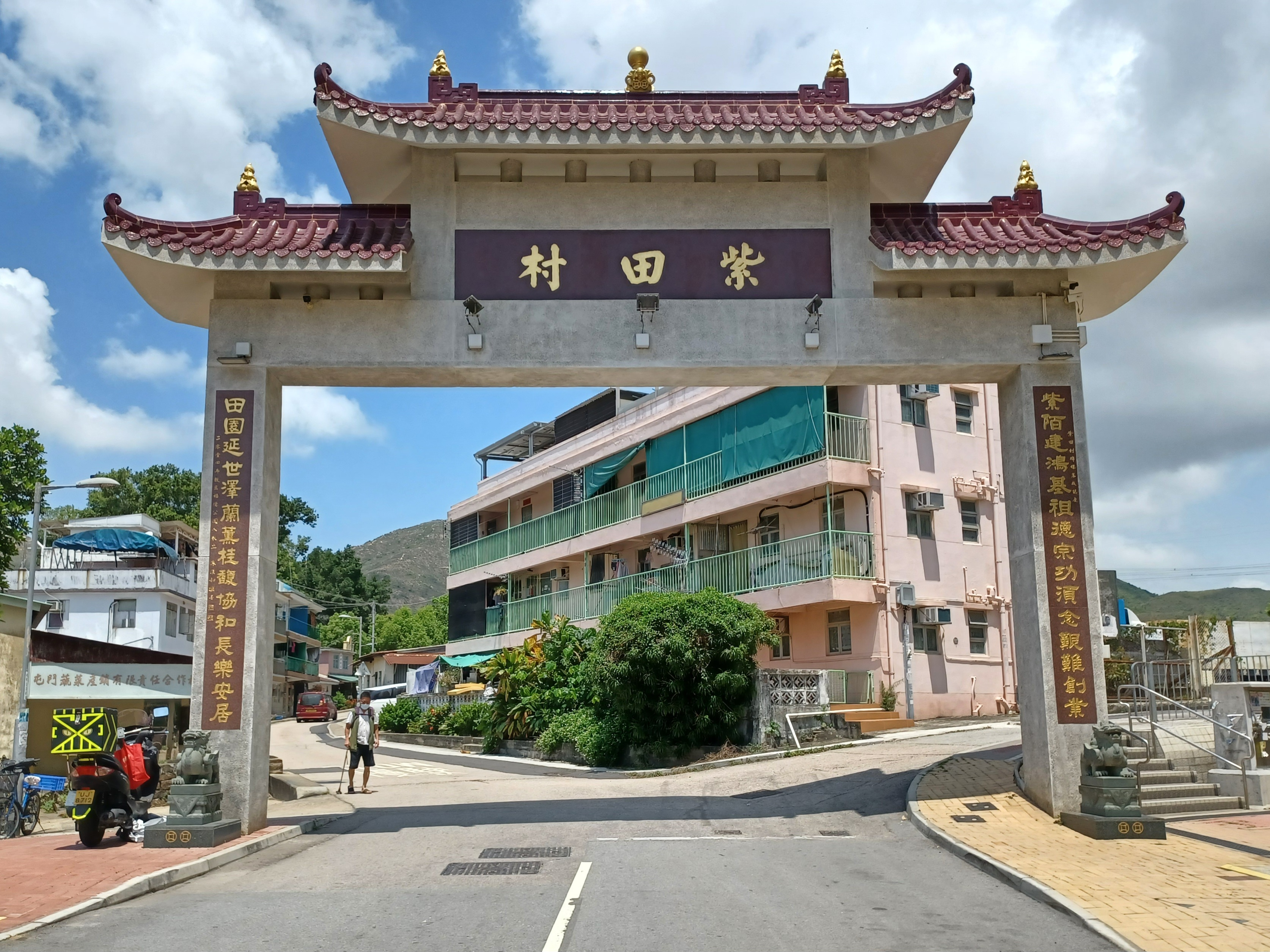
紫田村牌坊

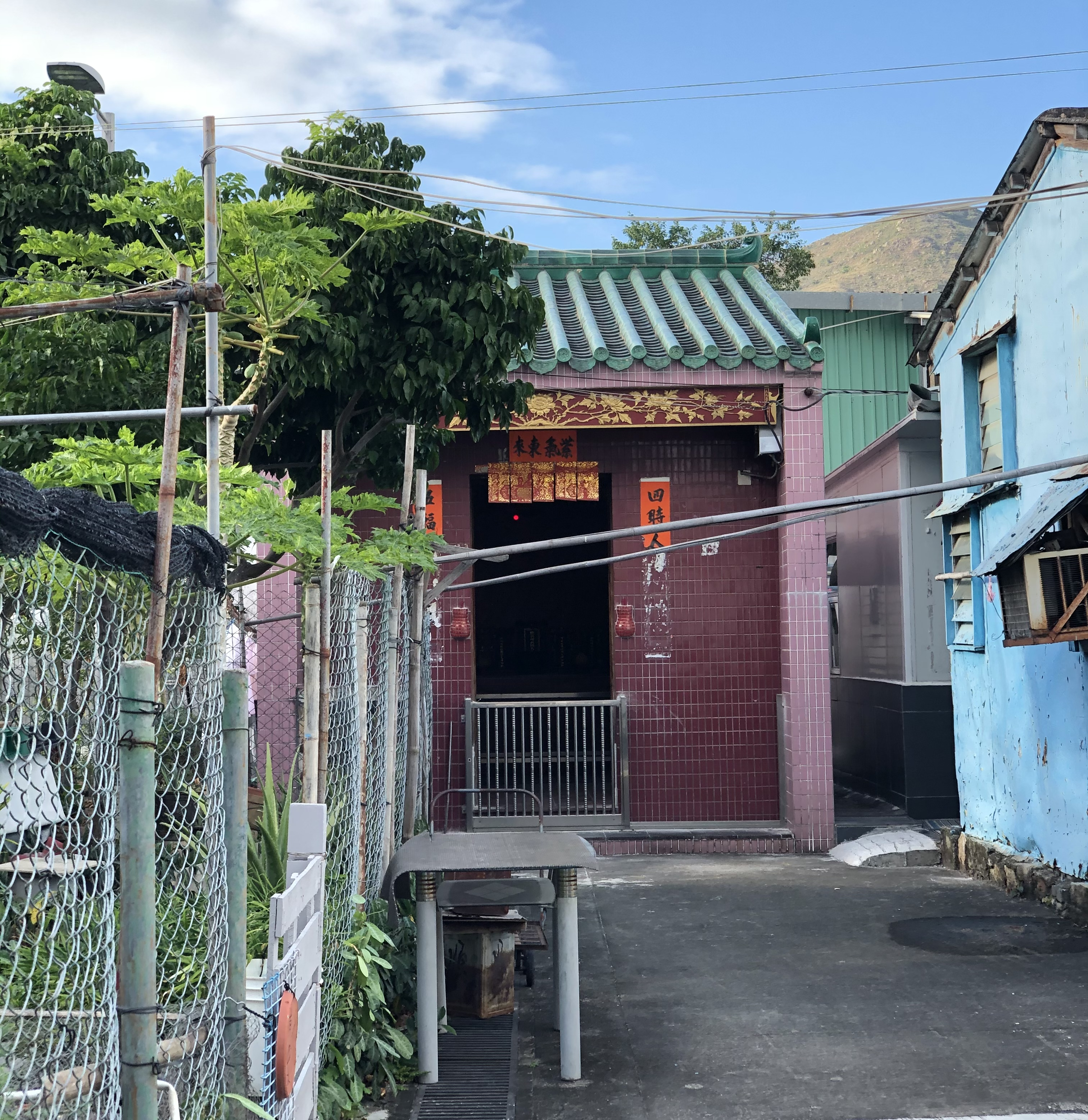
子屯圍圍門

紫田村（英語：Tsz Tin Tsuen）是香港新界屯門區北部藍地的一處非原居民及原居民混居村落，鄰近兆康苑、子田圍、麒麟圍、寶塘下村、小坑村、新慶村、屯子圍、兆貴豪園、麒麟豪庭、紫田花園、茵翠豪庭、荔枝園。

## 簡介
紫田村和子田圍是圍頭和客家原居民村落，此村只有鄧氏是圍頭人，其他原居民都是客家人，子田圍又名子屯圍，此村最早期得廖姓、陳姓，由廖氏建圍（圍門已拆），圍內建有祖堂位於子田圍 ，供奉兩條村，原居民分別有廖、陳、麥、韓、李，外嫁來此地的鄧氏沒有自己的圍村，所以遲來的鄧氏在子屯圍旁邊建立紫田村，而鄧姓和廖姓是新界五大氏族廣府人，本地圍頭鄧氏是元朗厦村的分支是鄧元亮的後裔，而本地客家廖氏是烏溪沙落禾沙村的分支是廖如興的後裔，客家陳氏來自沙井是陳朝舉的後裔，後來部分陳氏移居麒麟圍，明末清初已有此村， 康熙《新安縣志》卷二⟨輿地略⟩中已有子屯圍村的名字出現，所以此村已有400-500年歷史，而《新安縣志》當中沒有紫田村，根據鄧氏村民所說紫田村已有200-300年歷史，有村民說屯門鄉事委員會將子田圍踢出原因不明，此地的兩條原居民村鄧、廖、陳、麥不和，因村內金錢內鬥以致兩村土地佔有比例問題。
屯門陶氏族譜中記載了清代屯門陶氏與錦田鄧氏鬥富比身家，當中就有紫田村鄧氏參加此聯盟，在經濟活動方面，陶氏擁有屯門的鹽田，並種蔗製煉蔗糖，陶氏屯谷公［筆者按：陶氏八世祖］以蔗糖五缸一棟，由屯門排至錦田，鄧氏鄧連光，以白銀五元一同，由錦田排至屯門，此事是舊族相傳直到現今。
有廖氏村民傳屯門菠蘿山舊稱：青山墓黃茅嶺（新圍站附近）「蝦公地」在幾百年前發生屯門廖氏與新田文氏的互鬥，兩族為了青山墳甚至打架，當中上水圍的廖氏有份參加此事件，最後平息了這件事件雙方讓步，此山的山路是文氏建造的，由於是「蝦公地」因風水關係廖氏不重建墳墓堅持使用土葬，但文氏不信風水重建墳墓使用石葬。
政府當局拆卸該村非原居民和原居民範圍，興建欣田邨，引起大部份非原居民不滿，拒絕搬出。紫田村於2010年共有106個住戶，當時仍約有30戶拒絕聽從當局的要求於指定限期前遷出，因此當局將限期由2010年9月9日延遲至9月27日。欣田邨提供4,687個單位供13,500人居住。邨內附設幼稚園、小學、休憩空間、街市、商店及診所等設施。前期土地平整工程於2011年展開，2013年初正式動工興建，於2018年3月23日起入伙。
屯門黑幫新義安覬覦新落成的屋邨和田邨及菁田邨裝修工程利益，恐嚇邨內承辦商及裝修公司，收取巨額「保護費」，警方採取代號「速流」反黑行動，被捕人士包括新義安兩大叔父「蘇牛」及「車呔發」。被捕16名男子（20至68歲）大部分有黑社會背景，包括兩名黑幫高層「蘇牛」和「車呔發」，以及3名骨幹成員，他們涉多宗三合會罪行，包括「自稱三合會成員」、「以三合會社團成員身份行事」、「刑事恐嚇」、「藏有攻擊性武器」及「藏毒」等。

## 資料來源與註釋
1. ↑  . 香港特別行政區新聞公報. 2018-03-23  [2018-03-31]. （原始内容存档于2018-04-01）.
2. ↑  凌逸德. . 香港01. 2022-09-02  [2022-09-06]. （原始内容存档于2022-09-03）.

## 外部連結
- 紫田村清拆暫緩兩周，香港政府新聞網，2010年9月9日